# Jason Mraz's Beautiful Mess: Live on Earth
Jason Mraz's Beautiful Mess - Live On Earth là album trực tiếp và DVD của ca sĩ/nhạc sĩ người Mỹ Jason Mraz, phát hành năm 2009. Nó được thu âm ngày 13 tháng 8 năm 2009 tại Chicago, Illinois.

## Danh sách track
1. "Intro"
2. "Sunshine Song"
3. "Traveler"/"Make It Mine"
4. "Anything You Want"
5. "Coyotes"
6. "Live High"
7. "Only Human"
8. "The Remedy"
9. "The Dynamo of Volition"
10. "A Beautiful Mess"
11. "I'm Yours"
12. "Lucky" (And. Colbie Caillat)
13. "Copchase"
14. "All Night Long"
15. "Fall Through Glass" (DVD only)
16. "Butterfly"
17. "The Boy's Gone"
18. "You and I Both" (iTunes pre-order only)

DVD extras
1. "Un Beau Désodre"
2. "We Sing. We Dance. We Make Videos."
3. "Interview with attendees Elvin and Lisa Carmichael."

## Bảng xếp hạng
| Bảng xếp hạng (2009)              | Vị trí cao nhất |
| --------------------------------- | --------------- |
| Album Bỉ (Ultratop Wallonie)      | 84              |
| Album Hà Lan (Album Top 100)      | 53              |
| Album Pháp (SNEP)                 | 110             |
| Album Tây Ban Nha (PROMUSICAE)    | 99              |
| Album Hoa Kỳ Billboard 200        | 35              |
| Album Hoa Kỳ Top Rock (Billboard) | 12              |